# Jacob Adriaensz. Backer

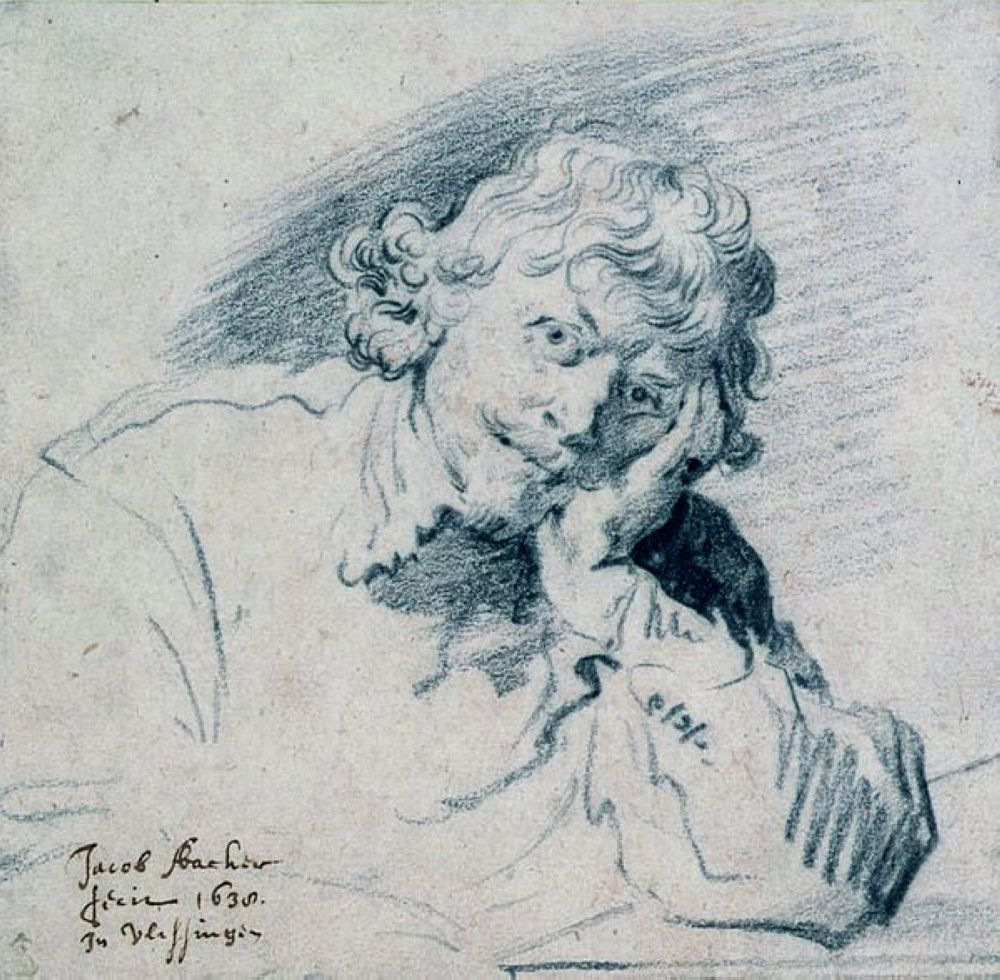
Jacob Adriaensz. Backer, Selbstporträt (1638).

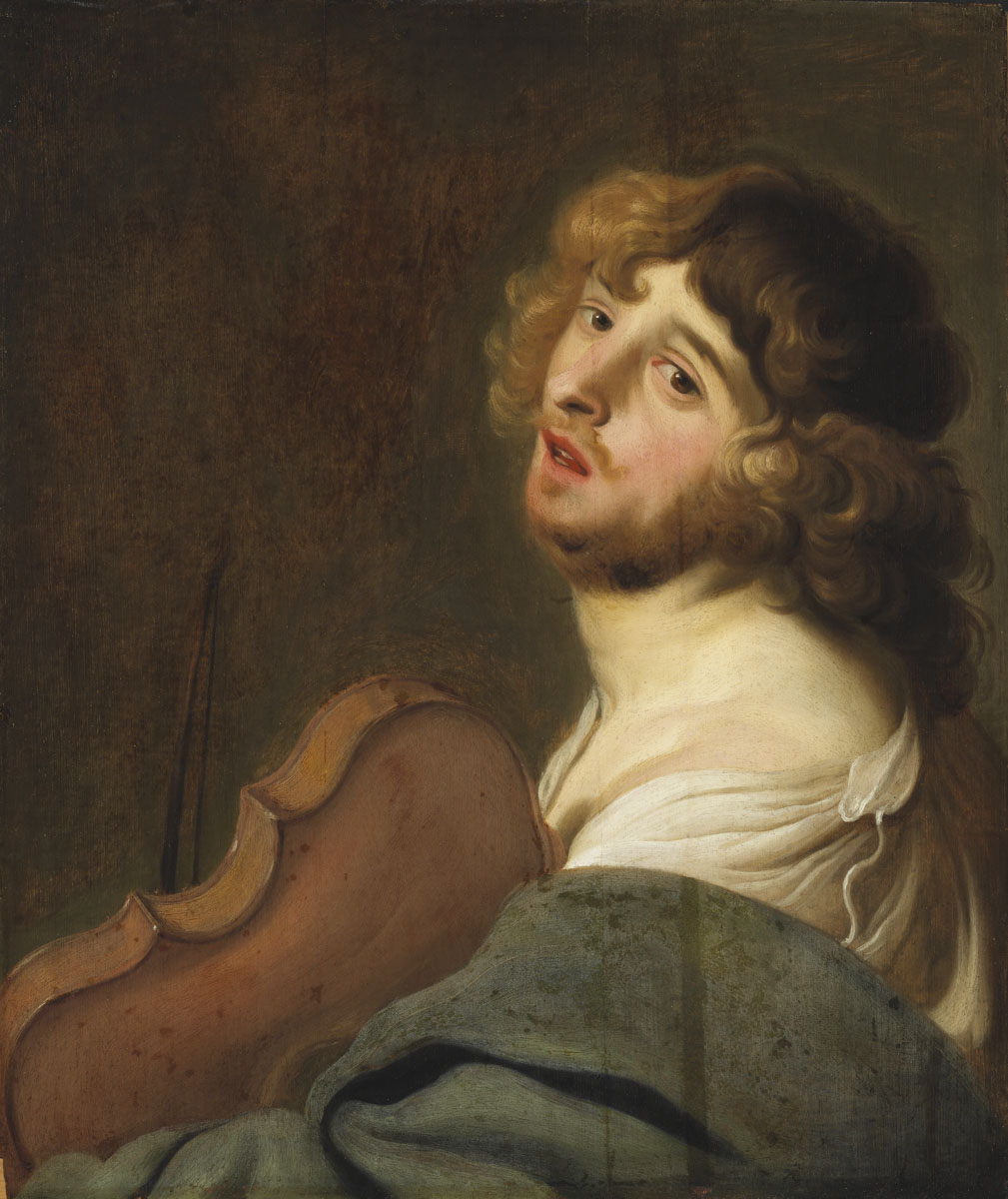
Das Gehör, um 1635

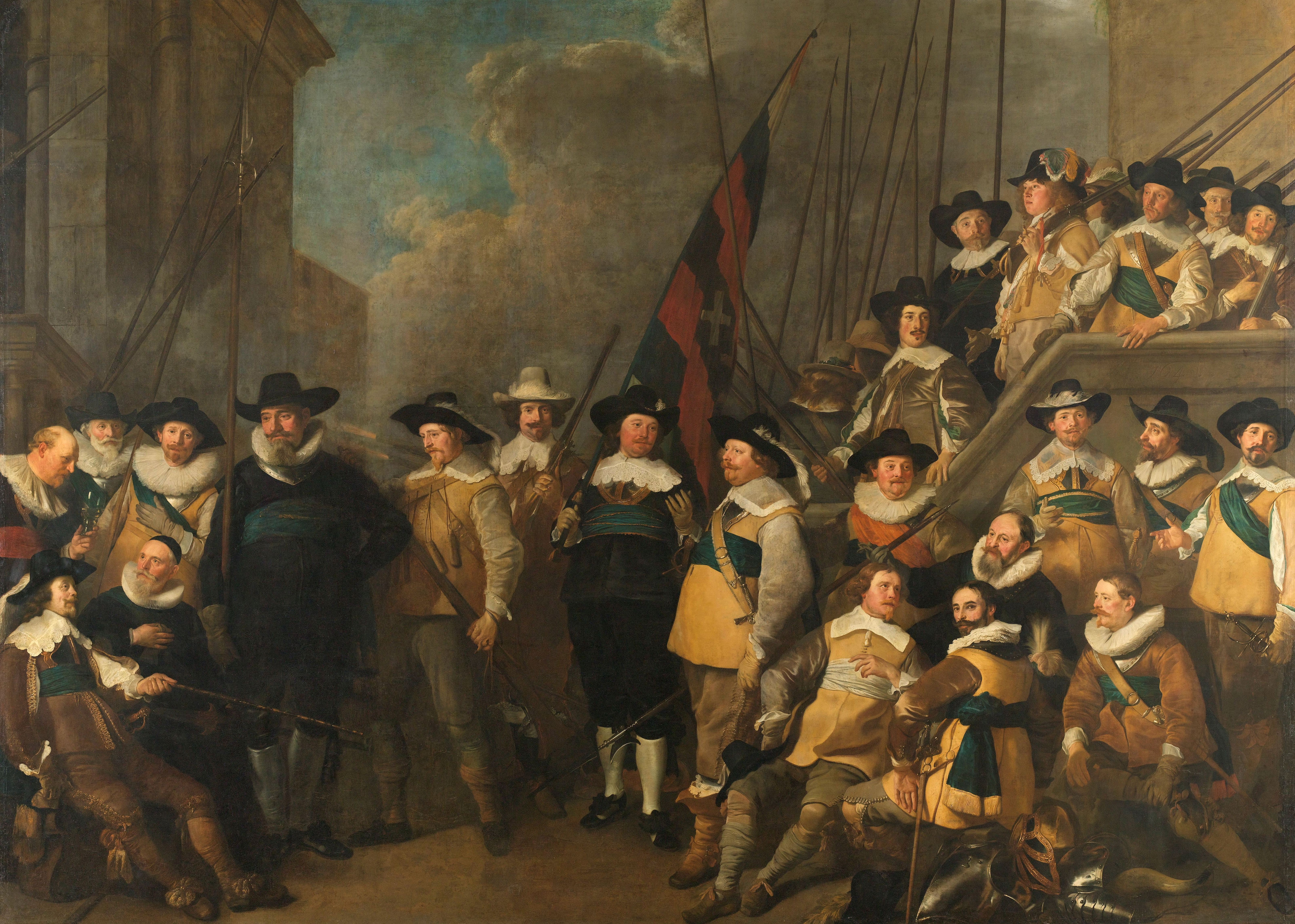
Die Kompanie des Hauptmanns Cornelis de Graeff und dessen Leutnant Hendrick Lauwrensz (1642)

Jacob Adriaenszoon Backer (* um 1608 in Harlingen; † 27. August 1651 in Amsterdam) war ein niederländischer Porträt- und Historienmaler des Barock.
Jacob Adriaensz. Backer wurde als Sohn eines Harlinger Bäckers geboren. 1611 zog die Familie nach Amsterdam. 1627 ging Backer nach Leeuwarden, um bei dem Historienmaler Lambert Jacobsz. zu lernen. 1633 ging er zusammen mit Govert Flinck, einem anderen Schüler Jakobszoons, nach Amsterdam. Flinck trat in das Atelier von Rembrandt ein. Ob Backer es ihm gleichtat, ist nicht sicher. Jedenfalls malte er noch im gleichen Jahr für das Amsterdamer Waisenhaus eine Reihe von Porträts. Backer wurde fortan zum Spezialisten für Porträts und war für seine Arbeiten in Amsterdam sehr beliebt. Er malte außerdem, vor allem in späteren Jahren, religiöse und mythologische Bilder. Sein bekanntestes Bild ist das Portrait eines Jungen in grau (1632).